# Rick & Steve: The Happiest Gay Couple in All the World
Rick & Steve: The Happiest Gay Couple in All the World är en amerikansk-kanadensiskt animerad TV-serie skapad och regisserad av Q. Allan Brocka. Det är en spinoff av Brockas kortfilm från 1999 med samma titel, som hade premiär på HBT-orienterade kanalen Logo TV i USA juli 2007 och på kanadensiska kanalen Teletoon i oktober samma år. Serien hade premiär i Storbritannien på tv-kanalen E4 17 september 2008 och i januari 2010 i Frankrike på Virgin 17.
Efter att första säsongen sänts beslutade Logo att programmet skulle göra en andra säsong, som hade premiär 11 november 2008.
I animeringen av Rick & Steve användes i början Legobitar, något som ledde till en stämning från företaget. Även om serien inte använder sig av Legobitar längre, går det fortfarande att se likheten mellan seriens formspråk och figurer från Lego och Playmobil.
Serien producerades av  produktionsbolaget Cuppa Coffee Studio i Toronto. Det finns för närvarande inga planer på en tredje säsong av Rick & Steve.
I Sverige visades serien 2008 av Kanal 5 under veckan som Stockholm Pride arrangerades.

## Handling
TV-serien följer bögparen Rick och Steve, Chuck och Evan, samt det lesbiska paret Dana och Kirsten, som alla bor i det fiktiva gayghettot i West Lahunga Beach i deras liv bland vänner och familj. Serietiteln är ironisk, då alla tre paren i serien har typiska relationsproblem. Bland annat lobbar Steve aktivt för en trekant med Rick och en annan man, Kirsten och Dana bestämmer sig för att skaffa barn med Ricks hjälp som spermadonator, och Chuck och Evan som kämpar för att hålla ihop  trots en åldersskillnad på 31 år.
TV-serien har fått uppmärksamhet för dess vuxenriktade innehåll och "politiskt inkorrekta" humor, till viss del likt den i South Park och Family Guy.

## DVD-släpp
| DVD-titel | Releasedatum    | Releasedatum    | Releasedatum    |
| DVD-titel | Region 1        | Region 2        | Region 4        |
| --------- | --------------- | --------------- | --------------- |
| Säsong 1  | 28 augusti 2007 | 27 oktober 2008 | 19 mars 2009    |
| Säsong 2  | 3 mars 2009     | -               | 15 oktober 2009 |